# Aphotische Zone
Die aphotische Zone (von griechisch ἂ(ν)- a(n) ‚un-‘ und φῶς phōs, Gen. φωτός phōtos ‚Licht‘) ist der Tiefenbereich des Ozeans, in den aufgrund von Streuung und Absorption keinerlei Licht vordringt. Daher ist dort, anders als in der euphotischen Zone, keine Photosynthese und somit auch kein Algen- und Pflanzenwachstum mehr möglich. Zudem sind bei einigen der permanent in der aphotischen Zone lebenden Tierarten die Lichtsinnesorgane stark oder vollkommen reduziert, das heißt, sie sind blind, im Gegensatz zu den Arten, die sich auch in der euphotischen oder dysphotischen Zone aufhalten. Andere Arten haben Organe entwickelt, mittels derer sie selbst Licht erzeugen und so mit ihren Artgenossen kommunizieren oder nicht-blinde Beutetiere anlocken können (siehe Bioluminiszenz). Im Wasserkörper der Ozeane nimmt die aphotische Zone den mit Abstand größten Raum ein und wird, bisweilen unter Einschluss der dysphotischen Zone, allgemein als Tiefsee bezeichnet.